# Territorio Federal Mariño
El Territorio Federal Mariño fue un antiguo territorio federal de Venezuela creado el 3 de septiembre de 1872 con el departamento Güiria del estado Cumaná, que comprendía la península de Paria; fue disuelto en marzo de 1875 y reincorporado al estado Cumaná, pero con el nombre de departamento Mariño.

## Generalidades
El territorio estaba ubicado en la península de Paria, al oriente de Venezuela, correspondiendo en aquella época con el departamento Güiria del estado Cumaná y que tenía los siguientes límites: por el norte la serranía de Paria, por el sur el golfo del mismo nombre, por el oriente las Bocas del Dragón en las cercanías de Trinidad y Tobago, y al occidente el curso del caño Aruca. En 1875 este territorio fue reincorporado de nuevo al estado Cumaná; pero esta vez con el nombre de departamento Mariño.
Los distritos que componían el territorio federal fueron Güiria, Irapa, Soro y Yoco, más la parroquia de Punta de Piedra.